# Yo, puta (película de 2004)
Yo, puta es una película española de 2004 dirigida por María Lidón, elaborada a partir del libro Yo, puta, de Isabel Pisano, que en el momento de su publicación fue un superventas en España e Italia.

## Argumento
La película nos muestra varios aspectos del negocio de la prostitución. Fusionando realidad con ficción, permite al público tener una visión de ese mundo oculto que despierta curiosidad y morbo. Incluye testimonios dolorosos, toques de humor y experiencias reales. Es también una ficción documental en la que tres intérpretes narradores experimentan con la prostitución de lujo: una actriz venida a menos (Daryl Hannah) que seduce a amantes ricos; una estudiante que escribe un libro en el que entrevista a diferentes personajes (Denise Richards); y un cliente voyeur, atractivo y seductor (Joaquim de Almeida), que recurre a los servicios de la primera e intenta arrastrar a la segunda a ese mundo.
Se estrenó en España el 7 de mayo de 2004 y el 17 de diciembre de ese mismo año en los Estados Unidos.

## Reparto
- Daryl Hannah - Adriana
- Denise Richards - Rebecca
- Joaquim de Almeida - Pierre
- Mónica Naranjo
- Cristina Bella y muchas otras actrices del cine porno.

## Recepción
La película fue duramente criticada por la prensa estadounidense siendo valorada como la peor película española estrenada ahí de la historia y una de las peores de la historia.